# Agate de Sousa
Agate de Sousa, née le 5 juillet 2000 à Sao Tomé-et-Principe, est une athlète santoméenne naturalisée portugaise en 2024, spécialiste du saut en longueur.

## Biographie
Elle obtient la nationalité portugaise et est autorisée à concourir sous ses nouvelles couleurs depuis le 17 mai 2024.
Le 12 juin 2024, elle remporte la médaille de bronze des championnats d'Europe à Rome en établissant son meilleur saut de l'année avec 6,91 m. 

## Palmarès
| Date                              | Compétition           | Lieu  | Résultat | Épreuve          | Performance |
| --------------------------------- | --------------------- | ----- | -------- | ---------------- | ----------- |
| Représentant Sao Tomé-et-Principe |                       |       |          |                  |             |
| 2019                              | Jeux africains        | Rabat | 7e       | Saut en longueur | 6,05 m      |
| Représentant le Portugal          |                       |       |          |                  |             |
| 2024                              | Championnats d'Europe | Rome  | 3e       | Saut en longueur | 6,91 m      |

## Records
| Épreuve          | Performance | Lieu     | Date        |
| ---------------- | ----------- | -------- | ----------- |
| Saut en longueur | 7,03 m      | Weinheim | 27 mai 2023 |